# 2018년 FIFA 월드컵 B조

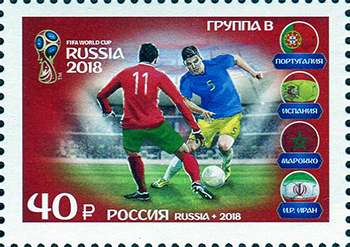
2018년 FIFA 월드컵 조별 리그 B조에 대한 러시아의 2018년 우표.

2018년 FIFA 월드컵 B조는 2018년 6월 15일부터 2018년 6월 25일까지 일정이 진행되었다. B조는 포르투갈, 스페인, 모로코, 이란으로 구성되었다. 4개의 팀들 중 상위 2개의 팀만이 16강전에 진출한다.

## 팀
| 시드 배정 | 팀       | 연맹 | 출전 방식                 | 참가 확정 날짜   | 출전 횟수 | 마지막 출전 | 최고 순위                                  | FIFA 랭킹   | FIFA 랭킹  |
| 시드 배정 | 팀       | 연맹 | 출전 방식                 | 참가 확정 날짜   | 출전 횟수 | 마지막 출전 | 최고 순위                                  | 2017년 10월 | 2018년 6월 |
| --------- | -------- | ---- | ------------------------- | ---------------- | --------- | ----------- | ------------------------------------------ | ----------- | ---------- |
| B1        | 포르투갈 | UEFA | 유럽 예선 B조 1위         | 2017년 10월 10일 | 7회       | 2014년      | 3위 (1966년)                               | 3위         | 4위        |
| B2        | 스페인   | UEFA | 유럽 예선 G조 1위         | 2017년 10월 6일  | 15회      | 2014년      | 우승(2010년)                               | 8위         | 10위       |
| B3        | 모로코   | CAF  | 아프리카 3차 예선 C조 1위 | 2017년 11월 11일 | 5회       | 1998년      | 16강 (1986년)                              | 48위        | 41위       |
| B4        | 이란     | AFC  | 아시아 3차 예선 A조 1위   | 2017년 6월 12일  | 5회       | 2014년      | 조별 리그 (1978년, 1998년, 2006년, 2014년) | 34위        | 37위       |

참고
1. ↑  2017년 10월 랭킹은 본선 조편성에 반영되었다.

## 순위
| 순위 | 팀       | 경기 | 승 | 무 | 패 | 득 | 실 | 차 | 승점 |
| ---- | -------- | ---- | -- | -- | -- | -- | -- | -- | ---- |
| 1    | 스페인   | 3    | 1  | 2  | 0  | 6  | 5  | +1 | 5    |
| 2    | 포르투갈 | 3    | 1  | 2  | 0  | 5  | 4  | +1 | 5    |
| 3    | 이란     | 3    | 1  | 1  | 1  | 2  | 2  | 0  | 4    |
| 4    | 모로코   | 3    | 0  | 1  | 2  | 2  | 4  | −2 | 1    |

출처: FIFA

## 경기
모든 시간대는 러시아 표준시를 따른다.

### 모로코 vs 이란
두팀은 1번도 만난 적이 없다.

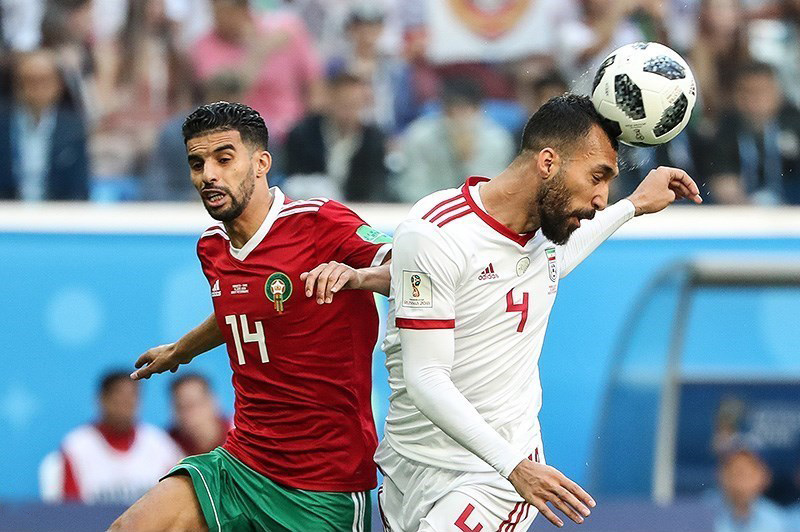
Mbark Boussoufa vs Rouzbeh Cheshmi

20년만에 처음으로 월드컵 본선에 진출한 모로코는 경기 초반에 적극 나섰고, 아민 하리트는 2분 후 페널티지역 가장자리에서 일제 사격을 퍼부어 빗나갔다. 이란에 대한 압박은 거의 지속되었는데, 유메스 벨한다와 메흐디 베나티아주장은 이란 카림 안사리파르드가 20분 동안 반격한 후에 페널티 박스 쟁탈전에서 골 기회를 남용했다. 전반전에서 가장 좋은 기회는 사르다르 아즈문에게 돌아갔지만, 그는 오미드 에브라히미의 공을 잡은 후에 골로 들어갔지만, 그의 슛은 너무 낮았고, 무니르 모하메디가 막았다. 모로코가 마지막 10분 동안 승자를 밀고 나서 하킴 지야시는 20야드 떨어진 그물 왼쪽 하단 구석으로 공을 내던졌지만 알리레자 베이란반드은 영리하게 멈추었다. 그리고 마지막 몇초 동안 이란이 프리킥을 왼쪽으로 몰았을 때 훨씬 더 중요한 세이브가 입증되었고, 에흐산 하지사피의 크로스가 왼쪽으로 아지즈 부하두즈 머리 맞고 들어갔다.
시계 위에서 겨우 20분이 채 남지 않은 상황에서, 노르딘 암라바트는 공에 도전할 때 어색하게 넘어졌고, 윙백은 그의 동생인 소피안 암라바트으로 교체로 들어갔다.
이란은 1998년 6월에 미국을 2 – 1로 물리친 이후 월드컵에서 단지 두번째 경기를 이겼다. 이란은 후반전에 단 한 방의 슛도 시도하지 않았고 1966년 이후 월드컵 축구의 절반에서 슛도 시도하지 않고 골을 넣은 최초의 팀이었다.
| 모로코 | 0 – 1  | 이란                    |
| ------ | ------ | ----------------------- |
|        | 리포트 | 부하두즈 90+5′ (자책골) |

| 모로코 | 이란 |

| GK            | 12 | 무니르 모하메디        |     |     |
| CB            | 2  | 아슈라프 하키미        |     |     |
| CB            | 5  | 메흐디 베나티아 (주장) |     |     |
| CB            | 6  | 로멘 사이스            |     |     |
| RM            | 14 | 무바라크 부수파        |     |     |
| CM            | 7  | 하킴 지야시            |     |     |
| CM            | 8  | 카림 엘아흐마디        | 34′ |     |
| LM            | 18 | 아민 하리트            |     | 82′ |
| RF            | 16 | 노르딘 암라바트        |     | 76′ |
| CF            | 9  | 아유브 엘카비          |     | 77′ |
| LF            | 10 | 유네스 벨란다          |     |     |
| 교체 선수:    |    |                        |     |     |
| MF            | 21 | 소피안 암라바트        |     | 76′ |
| FW            | 20 | 아지즈 부하두즈        |     | 77′ |
| DF            | 4  | 마누엘 다 코스타       |     | 82′ |
| 감독:         |    |                        |     |     |
| 에르베 르나르 |    |                        |     |     |

| GK                | 1  | 알리레자 베이란반드    |       |     |
| CB                | 23 | 라민 레자에이안        |       |     |
| CB                | 4  | 루즈베 체슈미          |       |     |
| CB                | 8  | 모르테자 푸랄리간지    |       |     |
| RM                | 10 | 카림 안사리파르드      | 90+2′ |     |
| CM                | 9  | 오미드 에브라히미      |       | 81′ |
| CM                | 3  | 에흐산 하지사피        |       |     |
| LM                | 7  | 마수드 쇼자에이 (주장) | 10′   | 68′ |
| RF                | 18 | 알리레자 자한바흐슈    | 47′   | 85′ |
| CF                | 20 | 사르다르 아즈문        |       |     |
| LF                | 11 | 바히드 아미리          |       |     |
| 교체 선수:        |    |                        |       |     |
| FW                | 17 | 메흐디 타레미          |       | 68′ |
| DF                | 19 | 마지드 호세이니        |       | 81′ |
| FW                | 14 | 사만 고도스            |       | 85′ |
| 감독:             |    |                        |       |     |
| 카를루스 케이로스 |    |                        |       |     |

| 최우수 선수: 아민 하리트 (모로코) 부심: 바하틴 두란 (튀르키예) 타르크 옹군 (튀르키예) 대기심: 세르게이 카라쇼프 (러시아) 후보 대기심: 안톤 아베리아노프(러시아) 비디오 판독심: 펠릭스 츠바이어 (독일) 보조 비디오 판독심: 바스티안 당케르트 (독일) 마르크 보르슈 (독일) 제이어 머루포 (미국) |

### 포르투갈 vs 스페인
| 포르투갈                       | 3 – 3  | 스페인                     |
| ------------------------------ | ------ | -------------------------- |
| 호날두 4′ (페널티골), 44′, 88′ | 리포트 | 코스타 24′, 55′ · 나초 58′ |

| 포르투갈 | 스페인 |

| GK              | 1  | 후이 파트리시우            |     |     |
| RB              | 21 | 세드리크                   |     |     |
| CB              | 3  | 페페                       |     |     |
| CB              | 6  | 조제 폰트                  |     |     |
| LB              | 5  | 하파엘 게헤이루            |     |     |
| CM              | 14 | 윌리앙 카르발류            |     |     |
| CM              | 8  | 주앙 모티뉴                |     |     |
| RW              | 11 | 베르나르두 실바            |     | 69′ |
| AM              | 17 | 곤살루 게드스              |     | 80′ |
| LW              | 16 | 브루누 페르난드스          | 28′ | 68′ |
| CF              | 7  | 크리스티아누 호날두 (주장) |     |     |
| 교체 선수:      |    |                            |     |     |
| MF              | 10 | 주앙 마리우                |     | 68′ |
| FW              | 20 | 히카르두 쿠아레즈마        |     | 69′ |
| FW              | 9  | 안드레 실바                |     | 80′ |
| 감독:           |    |                            |     |     |
| 페르난두 산투스 |    |                            |     |     |

| GK              | 1  | 다비드 데 헤아         |     |     |
| RB              | 4  | 나초                   |     |     |
| CB              | 3  | 제라르드 피케          |     |     |
| CB              | 15 | 세르히오 라모스 (주장) |     |     |
| LB              | 18 | 조르디 알바            |     |     |
| CM              | 5  | 세르지오 부스케츠      | 17′ |     |
| CM              | 8  | 코케                   |     |     |
| RW              | 21 | 다비드 실바            |     | 86′ |
| AM              | 22 | 이스코                 |     |     |
| LW              | 6  | 안드레스 이니에스타    |     | 70′ |
| CF              | 19 | 디에고 코스타          |     | 77′ |
| 교체 선수:      |    |                        |     |     |
| MF              | 10 | 티아고                 |     | 70′ |
| FW              | 17 | 이아고 아스파스        |     | 77′ |
| FW              | 11 | 루카스 바스케스        |     | 86′ |
| 감독:           |    |                        |     |     |
| 페르난도 이에로 |    |                        |     |     |

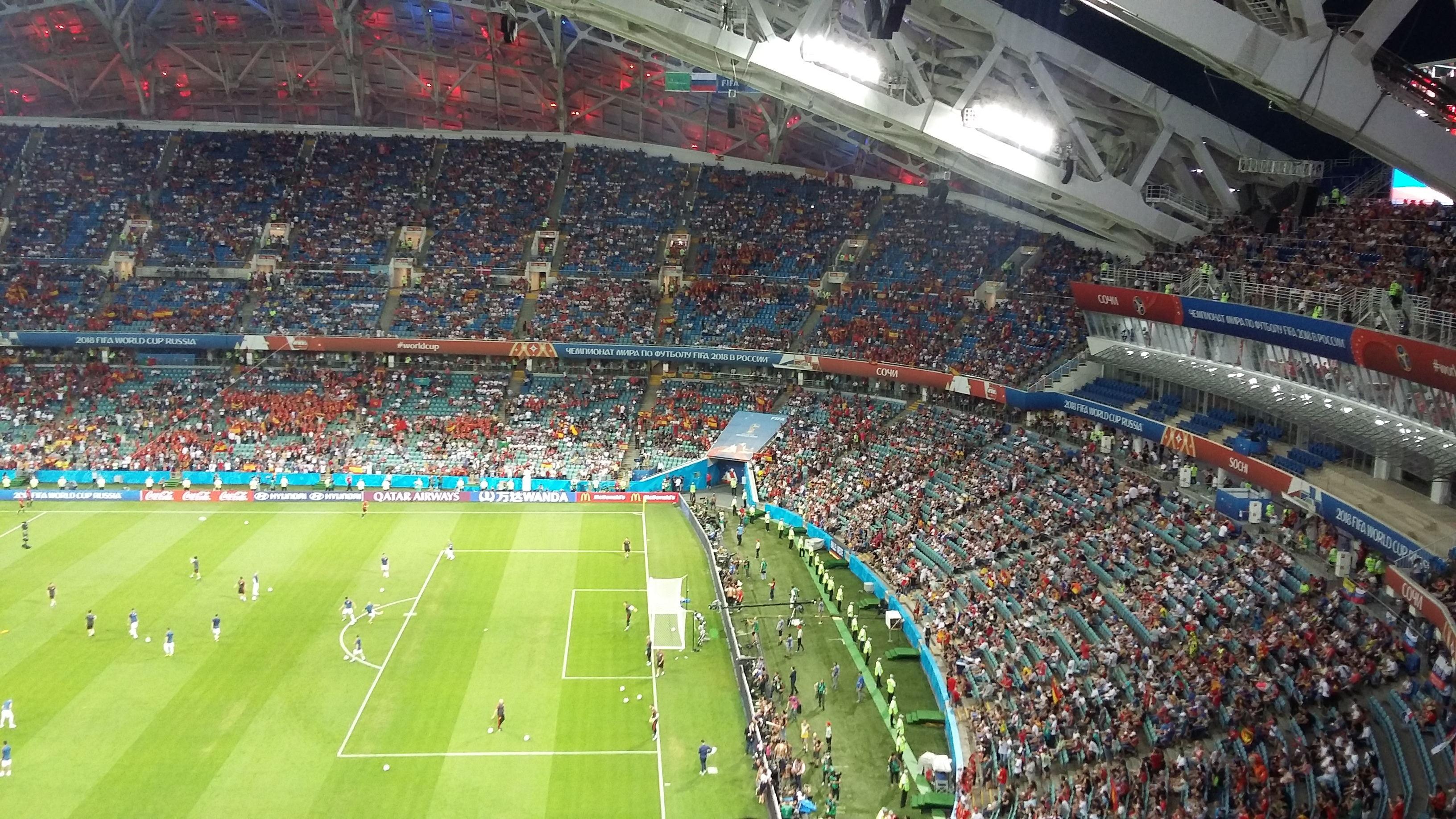
Portugal vs Spain

| 최우수 선수: 크리스티아누 호날두 (포르투갈) 부심: 엘레니토 디 리베라토레 (이탈리아) 마우로 토놀리니 (이탈리아) 대기심: 사토 류지 (일본) 후보 대기심: 사가라 도루 (일본) 비디오 판독심: 마시밀리아노 이라티 (이탈리아) 보조 비디오 판독심: 파올로 발레리 (이탈리아) 카를로스 아스트로사 (보조 비디오 판독심) 다니엘레 오르사토 (이탈리아) |

### 포르투갈 vs 모로코

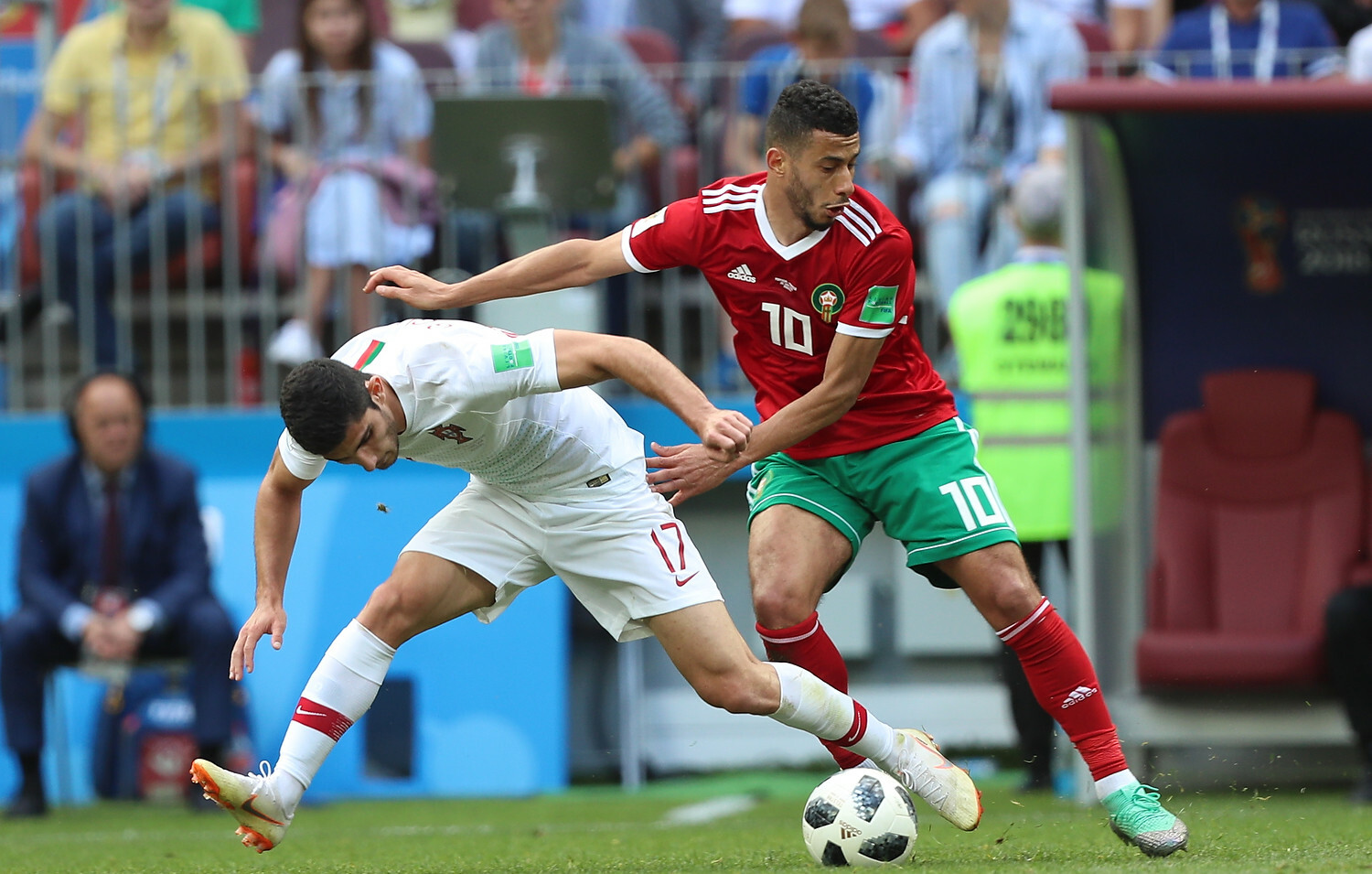
Younès Belhanda vs Gonçalo Guedes

두팀은 이전에 딱 1번 만난 적이 있는데, 1986년 FIFA 월드컵. 경기에서 모로코가 3 – 1로 이겼다.
주앙 모티뉴가 짧은 코너를 지나 오른쪽 코너 킥을 성공시켜 크리스티아누 호날두가 6야드 떨어진 골키퍼 무니르 모하메디를 제치고 골 한가운데로 들어가 골을 넣었다. 호날두는 곤살루 게드스를 상자 안에 넣고 뛰었지만 무니르는 한 손을 구했다. 호날두는 후반전 초 베르나르두 실바의 미시트가 그에게 박스 가장자리에 슛 기회를 주었을 때 크로스 바 너머로 슛을 날렸다. 그러자 후이 파트리시우는 하킴 지야시의 프리킥이 골키퍼인 유네스 벨란다에 의해 골로 향해 질 때 포르투갈의 선두를 지키기 위해 저축을 했다. 지야시는 또 다른 세트 피스를 25야드 떨어진 크로스 바 바로 위에서 쳤다. 노르딘 암라바트와 메흐디 베나티아가 더 나은 기회를 향해 발사했다. 두번째 연패를 기록한 모로코는 2018년 FIFA월드컵에서 탈락한 첫번째 팀이 되었다.
호날두의 85골은 유럽 선수에겐 새로운 기록으로 호날두는 푸슈카시 페렌츠를 제치고 기록을 바로 세웠다. 호날두는 1966년 주제 토레스이후 한번의 월드컵 경기에서 그의 오른발, 왼발, 머리로 골을 넣은 최초의 포르투갈 선수가 되었다. 호날두는 1994년 올레크 살렌코(러시아)이후 월드컵에서 5연속 골을 터뜨린 최초의 선수다.
| 포르투갈  | 1 – 0  | 모로코 |
| --------- | ------ | ------ |
| 호날두 4′ | 리포트 |        |

| 포르투갈 | 모로코 |

| GK              | 1  | 후이 파트리시우            |       |     |
| RB              | 21 | 세드리크                   |       |     |
| CB              | 3  | 페페                       |       |     |
| CB              | 6  | 조제 폰트                  |       |     |
| LB              | 5  | 하파엘 게헤이루            |       |     |
| RM              | 11 | 베르나르두 실바            |       | 59′ |
| CM              | 14 | 윌리앙 카르발류            |       |     |
| CM              | 8  | 주앙 모티뉴                |       | 89′ |
| LM              | 10 | 주앙 마리우                |       | 70′ |
| CF              | 17 | 곤살루 게드스              |       |     |
| CF              | 7  | 크리스티아누 호날두 (주장) |       |     |
| 교체 선수:      |    |                            |       |     |
| FW              | 18 | 젤송 마르팅스              |       | 59′ |
| MF              | 16 | 브루누 페르난드스          |       | 70′ |
| MF              | 23 | 아드리엥 실바              | 90+2′ | 89′ |
| 감독:           |    |                            |       |     |
| 페르난두 산투스 |    |                            |       |     |

| GK            | 12 | 무니르 모하메디        |     |     |
| RB            | 17 | 나빌 디라르            |     |     |
| CB            | 5  | 메흐디 베나티아 (주장) | 40′ |     |
| CB            | 4  | 마누엘 다 코스타       |     |     |
| LB            | 2  | 아슈라프 하키미        |     |     |
| CM            | 8  | 카림 엘아흐마디        |     | 86′ |
| CM            | 14 | 무바라크 부수파        |     |     |
| RW            | 16 | 노르딘 암라바트        |     |     |
| AM            | 10 | 유네스 벨란다          |     | 75′ |
| LW            | 7  | 하킴 지야시            |     |     |
| CF            | 13 | 칼리드 부타이브        |     | 70′ |
| 교체 선수:    |    |                        |     |     |
| FW            | 9  | 아유브 엘카비          |     | 70′ |
| MF            | 23 | 메흐디 카르셀라        |     | 75′ |
| MF            | 11 | 파이살 파지르          |     | 86′ |
| 감독:         |    |                        |     |     |
| 에르베 르나르 |    |                        |     |     |

| 최우수 선수: 크리스티아누 호날두 (포르투갈) 부심: 조 플레처 (캐나다) 프랭크 앤더슨 (미국) 대기심: 세르게이 카라쇼프 (러시아) 후보 대기심: 안톤 아베리아노프 (러시아) 비디오 판독심: 펠릭스 츠바이어 (독일) 보조 비디오 판독심: 제이어 머루포 (미국) 사이먼 라운트(뉴질랜드) 바스티안 당케르트 (독일) |

### 이란 vs 스페인
두팀은 전에 1번도 만난 적이 없었다.

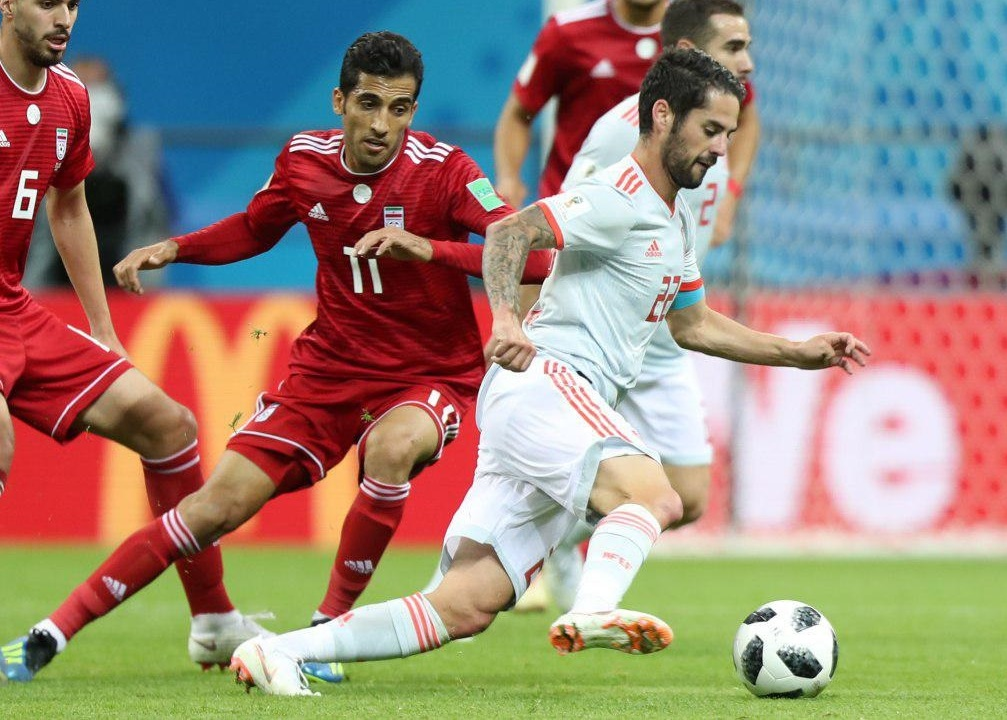
Vahid Amiri vs Isco

스페인은 후반 25분 다비드 실바의 장거리 프리킥이 알리레자 베이란반드에 의해 개최되었을 때 그들의 첫 골 넣기 시도를 했다. 5분 후, 실바의 발리 슛이 6야드 떨어진 곳에서 크로스 바 위를 아슬아슬 하게 지나갔다. 2위전을 시작하면서 제라르드 피케의 근거리 슛을 막고 베이란반드가 페널티 지역 가장자리에서 세르지오 부스케츠의 공을 밀쳐 냈다. 구석에서 온 카림 안사리파르드의 노력은 다비드 데 헤아의 옆 그물에 반짝 반짝 빛났다. 60초 후, 디에고 코스타는 안드레스 이니에스타의 패스를 그 지역 안으로 집어 들어 갔고, 라민 레자에이안의 시도된 골 기회를 그의 다리 위에서 그리고 베이란반드를 지나쳐 차 넣는 것을 보았다. 사에이드 에자톨라히는 한시간 직후 이란 수준을 끌어 올렸으나, 쟁탈전 후에 그의 근거리 결승점은 레자에이안이 오프 사이드 위치에 있는 것이 발견된 후 VAR의 호의에서 제외되었다. 메흐디 타레미의 백 미러가 이란이 동점 골을 추진하는 동안 데 7분이 걸린 데 헤아의 크로스 바 위에서 미끄러졌지만, 스페인이 1 – 0으로 이겼다.
이란은 월드컵에서 처음으로 골을 넣지 못 했다.
| 이란 | 0 – 1  | 스페인     |
| ---- | ------ | ---------- |
|      | 리포트 | 코스타 54′ |

| 이란 | 스페인 |

| GK                | 1  | 알리레자 베이란반드    |       |     |
| RB                | 23 | 라민 레자에이안        |       |     |
| CB                | 19 | 마지드 호세이니        |       |     |
| CB                | 8  | 모르테자 푸랄리간지    |       |     |
| LB                | 3  | 에흐산 하지사피 (주장) |       | 69′ |
| CM                | 9  | 오미드 에브라히미      | 90+2′ |     |
| CM                | 6  | 사에이드 에자톨라히    |       |     |
| RW                | 10 | 카림 안사리파르드      |       | 74′ |
| AM                | 17 | 메흐디 타레미          |       |     |
| LW                | 11 | 바히드 아미리          | 79′   | 86′ |
| CF                | 20 | 사르다르 아즈문        |       |     |
| 교체 선수:        |    |                        |       |     |
| DF                | 5  | 밀라드 모함마디        |       | 69′ |
| FW                | 18 | 알리레자 자한바흐슈    |       | 74′ |
| FW                | 14 | 사만 고도스            |       | 86′ |
| 감독:             |    |                        |       |     |
| 카를로스 케이로스 |    |                        |       |     |

| GK              | 1  | 다비드 데 헤아         |  |     |
| RB              | 2  | 다니 카르바할          |  |     |
| CB              | 3  | 제라르드 피케          |  |     |
| CB              | 15 | 세르히오 라모스 (주장) |  |     |
| LB              | 18 | 조르디 알바            |  |     |
| CM              | 5  | 세르지오 부스케츠      |  |     |
| CM              | 6  | 안드레스 이니에스타    |  | 71′ |
| RW              | 21 | 다비드 실바            |  |     |
| AM              | 22 | 이스코                 |  |     |
| LW              | 11 | 루카스 바스케스        |  | 79′ |
| CF              | 19 | 디에고 코스타          |  | 89′ |
| 교체 선수:      |    |                        |  |     |
| MF              | 8  | 코케                   |  | 71′ |
| MF              | 20 | 마르코 아센시오        |  | 79′ |
| FW              | 9  | 로드리고               |  | 89′ |
| 감독:           |    |                        |  |     |
| 페르난도 이에로 |    |                        |  |     |

| 최우수 선수: 디에고 코스타 (스페인) 부심: 니콜라스 타란 (우루과이) 마우리시오 에스피노사 (우루과이) 대기심: 훌리오 바스쿠냔 (칠레) 후보 대기심: 크리스티안 시에만 (칠레) 비디오 판독심: 마우로 비글리아노 (아르헨티나) 보조 비디오 판독심: 위우통 삼파이우 (브라질) 알렉산데르 구스만 (콜롬비아) 마시밀리아노 이라티 (이탈리아) |

### 이란 vs 포르투갈

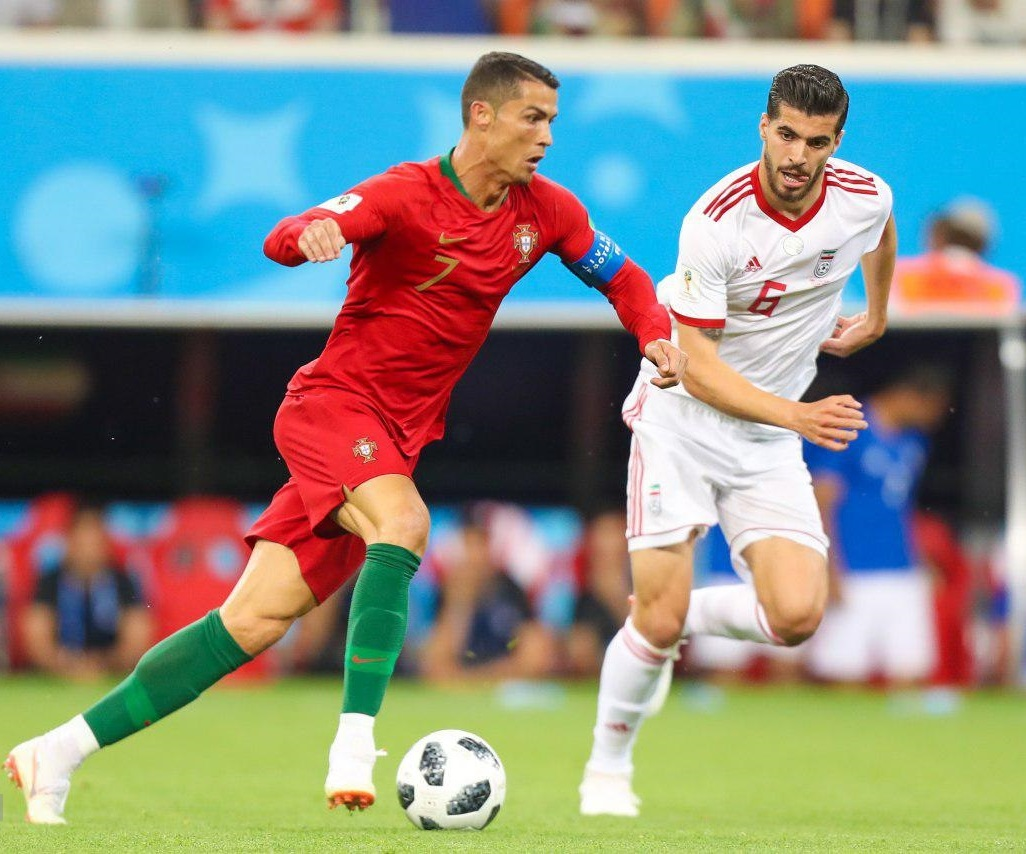
Cristiano Ronaldo vs Saeid Ezatolahi

이 두 팀은 최근에 열린 2006년 FIFA 월드컵 조별 리그에서 포르투갈이 2 – 0으로 이겨 두 번 만났다.
전반 45분 히카르두 쿠아레즈마가 오른발 슛을 시도하며 오른쪽 코너를 넘기고 알리레자 베이란반드를 왼쪽 코너로 연결했다. 사에이드 에자톨라히에 대한 파울은 크리스티아누 호날두 포르투갈에게 페널티킥을 주었는데, 호날두가 오른쪽으로 찼고, 베이란반드가 막았다. 이란은 심판이 VAR를 이용해 사르다르 아즈문의 헤딩에서 세드리크의 핸드볼이 고의적이었다는 판단을 내린 뒤 페널티킥을 선언하였고 카림 안사리파르드는 페널티킥을 성공하였다. 그의 권리 포르투갈이 진출하고 이란이 탈락하면서 경기는 1 – 1무승부로 끝났다.
쿠아레즈마(34세, 272일)는 2006년 이란전에서 우승한 야흐야 골모함마디(35세, 84일) 2006년 멕시코와 맞서 이란을 위해 그렇게 했다. 92분 48초 만에 득점한 이란의 골은 포르투갈이 월드컵에서 보여 준 가장 최근의 골이었다. 이란은 2006년 대한민국에 이어 월드컵에서 첫 승을 거둔 아시아 국가로는 사상 두 번째다. 이것은 1978년 이란이 스코틀랜드에 1 – 1로 비겼던 이래로 이란이 FIFA 월드컵에서 거둔 최고의 성적으로 4점을 얻었고 유럽의 어떤 상대에게도 첫 무승부를 기록했다.
| 이란                          | 1 – 1  | 포르투갈       |
| ----------------------------- | ------ | -------------- |
| 안사리파르드 90+3′ (페널티골) | 리포트 | 쿠아레즈마 45′ |

| 이란 | 포르투갈 |

| GK                | 1  | 알리레자 베이란반드    |     |     |
| RB                | 23 | 라민 레자에이안        |     |     |
| CB                | 19 | 마지드 호세이니        |     |     |
| CB                | 8  | 모르테자 푸랄리간지    |     |     |
| LB                | 3  | 에흐산 하지사피 (주장) | 52′ | 56′ |
| DM                | 6  | 사에이드 에자톨라히    |     | 76′ |
| CM                | 18 | 알리레자 자한바흐슈    |     | 70′ |
| CM                | 9  | 오미드 에브라히미      |     |     |
| RW                | 17 | 메흐디 타레미          |     |     |
| LW                | 11 | 바히드 아미리          |     |     |
| CF                | 20 | 사르다르 아즈문        | 54′ |     |
| 교체 선수:        |    |                        |     |     |
| DF                | 5  | 밀라드 모함마디        |     | 56′ |
| FW                | 14 | 사만 고도스            |     | 70′ |
| FW                | 10 | 카림 안사리파르드      |     | 76′ |
| 감독:             |    |                        |     |     |
| 카를로스 케이로스 |    |                        |     |     |

| GK              | 1  | 후이 파트리시우            |       |       |
| RB              | 21 | 세드리크 소아르스          | 90+8′ |       |
| CB              | 3  | 페페                       |       |       |
| CB              | 6  | 조제 폰트                  |       |       |
| LB              | 5  | 하파엘 게헤이루            | 33′   |       |
| RM              | 20 | 히카르두 쿠아레즈마        | 64′   | 70′   |
| CM              | 14 | 윌리앙 카르발류            |       |       |
| CM              | 23 | 아드리엥 실바              |       |       |
| LM              | 10 | 주앙 마리우                |       | 84′   |
| CF              | 9  | 안드레 실바                |       | 90+6′ |
| CF              | 7  | 크리스티아누 호날두 (주장) | 83′   |       |
| 교체 선수:      |    |                            |       |       |
| MF              | 11 | 베르나르두 실바            |       | 70′   |
| MF              | 8  | 조앙 모티뉴                |       | 84′   |
| FW              | 17 | 곤살루 게드스              |       | 90+6′ |
| 감독:           |    |                            |       |       |
| 페르난두 산투스 |    |                            |       |       |

| 최우수 선수: 히카르두 쿠아레즈마 (포르투갈) 부심: 에두아르도 카르도소 (파라과이) 후안 소리야 (파라과이) 대기심: 메흐디 아비드 샤레프 (알제리) 후보 대기심: 아누아르 흐밀라 (튀니지) 비디오 판독심: 마시밀리아노 이라티 (이탈리아) 보조 비디오 판독심: 헤리 바르가스 (볼리비아) 에르난 마이다나 (아르헨티나) 파올로 발레리 (이탈리아) |

### 스페인 vs 모로코

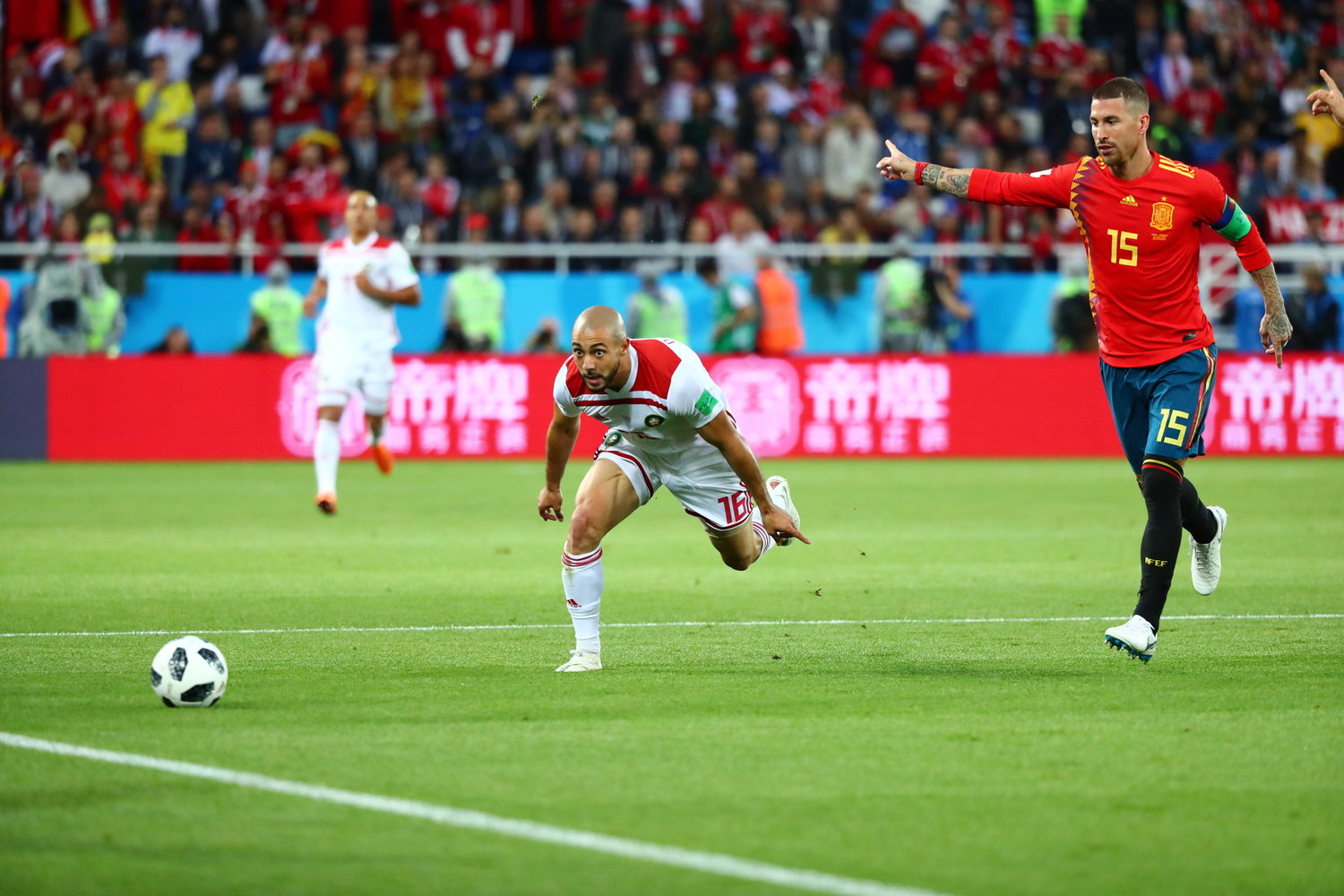
Nordin Amrabat vs Sergio Ramos

지리적 근접에도 불구하고 두 팀은 1962년 FIFA 월드컵 예선에서 두 번의 대결을 벌였을 뿐이며 스페인이 2번 이겼다.
14분에, 세르히오 라모스와 안드레스 이니에스타 사이의 혼동은 칼리드 부타이브가 전반전에서 점유를 가로채 골을 터뜨리고 다비드 데 헤아의 다리를 통과하도록 했다. 이니에스타와 디에고 코스타는 5분 후에 득점과 동점이 된 근거리 결승전을 위해 이스코를 설치했다. 부타이브는 모로코가 빠른 골을 넣은 25분 만에 다시 한번 볼을 막았다. 노르딘 암라바트, 마누엘 다 코스타, 무바라크 부수파는 3분 만에 세르지오 부스케츠가 이스코의 코너에서 크로스 바를 헤딩하기 전에 모두 예약되었다. 암라바트의 스트라이크가 최소한 25 야드 밖에서 55 분에 골대를 벗어났다. 이스코의 루핑 헤딩이 크로스바 밑으로 떨어졌지만, 로멘 사이스가 제라르드 피케가 코너에서 헤딩슛을 범했다. 유세프 엔네시리가 헤딩 골을 넣어 모로코에게 리드를 안겨 주었다. 그리고 이아고 아스파스가 짧은 코너를 돌아 다니 카르바할의 크로스를 골로 연결시켰을 때-오랜 지체 끝에 VAR이 내준 골-스페인은 추가 시간 1분 만에 동점이었다.
모로코를 위한 부타이브의 골은 1998년 살라헤딘 바시르가 스코틀랜드를 3 – 0으로 이긴 이후 그들의 첫 번째 골이었다. 라모스는 월드컵에서 스페인에 16번째로 출전해 가장 많이 출전한 외야수 사비를 제쳤다. 스페인은 1982년 이후 월드컵 조별 리그에서 8승을 거두지 못하였다.
| 스페인                      | 2 – 2  | 모로코                      |
| --------------------------- | ------ | --------------------------- |
| 이스코 19′ · 아스파스 90+1′ | 리포트 | 부타이브 14′ · 엔네시리 81′ |

| 스페인 | 모로코 |

| GK              | 1  | 다비드 데 헤아         |  |     |
| RB              | 2  | 다니 카르바할          |  |     |
| CB              | 3  | 제라르드 피케          |  |     |
| CB              | 15 | 세르히오 라모스 (주장) |  |     |
| LB              | 18 | 조르디 알바            |  |     |
| CM              | 5  | 세르지오 부스케츠      |  |     |
| CM              | 10 | 티아고 알칸타라        |  | 74′ |
| RW              | 21 | 다비드 실바            |  | 84′ |
| AM              | 22 | 이스코                 |  |     |
| LW              | 6  | 안드레스 이니에스타    |  |     |
| CF              | 19 | 디에고 코스타          |  | 74′ |
| 교체 선수:      |    |                        |  |     |
| FW              | 17 | 이아고 아스파스        |  | 74′ |
| MF              | 20 | 마르코 아센시오        |  | 74′ |
| FW              | 9  | 로드리고               |  | 84′ |
| 감독:           |    |                        |  |     |
| 페르난도 이에로 |    |                        |  |     |

| GK            | 12 | 무니르 모하메디        | 88′   |     |
| RB            | 17 | 나빌 디라르            |       |     |
| CB            | 4  | 마누엘 다 코스타       | 31′   |     |
| CB            | 6  | 로멘 사이스            |       |     |
| LB            | 2  | 아슈라프 하키미        | 90+3′ |     |
| CM            | 8  | 카림 엘아흐마디        | 21′   |     |
| CM            | 14 | 무바라크 부수파 (주장) | 31′   |     |
| RW            | 16 | 노르딘 암라바트        | 29′   |     |
| AM            | 10 | 유네스 벨란다          |       | 63′ |
| LW            | 7  | 하킴 지야시            |       | 85′ |
| CF            | 13 | 칼리드 부타이브        |       | 72′ |
| 교체 선수:    |    |                        |       |     |
| MF            | 11 | 파이살 파지르          |       | 63′ |
| FW            | 19 | 유세프 엔네시리        |       | 72′ |
| FW            | 20 | 아지즈 부하두즈        |       | 85′ |
| 감독:         |    |                        |       |     |
| 에르베 르나르 |    |                        |       |     |

| 최우수 선수: 이스코 (스페인) 부심: 압두하미둘로 라술로프 (우즈베키스탄) 자홍기르 사이도프 (우즈베키스탄) 대기심: 모함메드 압둘라 하산 모하메드 (아랍에미리트) 후보 대기심: 모하메드 알함마디 (아랍에미리트) 비디오 판독심: 펠릭스 츠바이어 (독일) 보조 비디오 판독심: 바스티안 당케르트 (독일) 마르크 보르슈 (독일) 다니 마켈리 (네덜란드) |

## 경고 기록
페어플레이 점수는 팀의 전체 기록과 대결 기록이 같으면 타이브레이커가 적용된다. 다음과 같이 조별리그에서 받은 경고와 퇴장을 기반으로 계산한다.
- 첫번째 경고: −1점;
- 경고 누적으로 인한 퇴장: −3점;
- 즉각 퇴장: −4점;
- 경고 후 즉각 퇴장 −5점;

| 팀       | 1번 경기    | 1번 경기                      | 1번 경기 | 1번 경기               | 2번 경기    | 2번 경기                      | 2번 경기 | 2번 경기               | 3번 경기    | 3번 경기                      | 3번 경기 | 3번 경기               | 합계 |
| 팀       | Yellow card | Yellow card · Yellow-red card | Red card | Yellow card · Red card | Yellow card | Yellow card · Yellow-red card | Red card | Yellow card · Red card | Yellow card | Yellow card · Yellow-red card | Red card | Yellow card · Red card | 합계 |
| -------- | ----------- | ----------------------------- | -------- | ---------------------- | ----------- | ----------------------------- | -------- | ---------------------- | ----------- | ----------------------------- | -------- | ---------------------- | ---- |
| 스페인   | 1           | 0                             | 0        | 0                      | 0           | 0                             | 0        | 0                      | 0           | 0                             | 0        | 0                      | −1   |
| 포르투갈 | 1           | 0                             | 0        | 0                      | 1           | 0                             | 0        | 0                      | 4           | 0                             | 0        | 0                      | −6   |
| 이란     | 3           | 0                             | 0        | 0                      | 2           | 0                             | 0        | 0                      | 2           | 0                             | 0        | 0                      | −7   |
| 모로코   | 1           | 0                             | 0        | 0                      | 1           | 0                             | 0        | 0                      | 6           | 0                             | 0        | 0                      | −8   |